# Sveta Marija
Sveta Marija – wieś w Chorwacji, w żupanii medzimurskiej, w gminie Sveta Marija. W 2011 roku liczyła 1594 mieszkańców.